# Kabinetscrisis
Een kabinetscrisis is een situatie in de Nederlandse politiek waarin het hele kabinet dreigt te "vallen", of daadwerkelijk zijn ontslag aanbiedt. Men zegt dat "het kabinet valt" als de leden van het kabinet (de ministers en staatssecretarissen) aftreden voor hun ambtsperiode ten einde is. 
Ten tijde van een kabinetscrisis wordt er druk overlegd tussen leden van regering en parlement. Dit wordt een crisisoverleg genoemd. Een crisisoverleg kan soms meerdere dagen duren. De minister-president zal soms in zo'n geval een lijmpoging doen om de val van het kabinet te voorkomen door een of ander compromis te vinden.

## Soorten kabinetscrises
Een kabinetscrisis kan in verschillende vormen voorkomen:
- Het kabinet dreigt af te treden als het parlement een bepaald voorstel niet aanneemt. Het centrale discussiepunt is het toekomstige beleid.
- Er is zodanige kritiek op de regering vanwege (vermeend) wanbeleid, dat de regering onvoldoende vertrouwen van het parlement heeft om door te kunnen regeren. Het centrale discussiepunt is het in het verleden gevoerde beleid.
- Een regeringspartij dreigt zijn steun aan een kabinet in te trekken, waardoor het kabinet onvoldoende vertrouwen van het parlement overhoudt om door te regeren.

Soms ontstaat er een kabinetscrisis zonder dat er een conflict met het parlement is. Een voorbeeld van zo'n kabinetscrisis was in Nederland het aftreden van het kabinet Kok II naar aanleiding van het rapport van het Nederlands Instituut voor Oorlogsdocumentatie (NIOD) over het bloedbad bij Srebrenica. De leden van dit kabinet aanvaardden 
met hun ontslag de politieke medeverantwoordelijkheid voor het feit dat de Nederlandse militairen het bloedbad niet hadden kunnen voorkomen.
Een kabinetscrisis begint vaak met een ministerscrisis. Een ministerscrisis is net zoiets als een kabinetscrisis, maar bij een ministerscrisis gaat het om het aftreden van één minister.

## Gevolgen van een kabinetscrisis
Soms kan een kabinet in een kabinetscrisis overeind blijven. Als een kabinetscrisis daadwerkelijk tot de val van een kabinet leidt, bieden de leden van het kabinet hun ontslag aan aan het staatshoofd. Er moeten dan nieuwe verkiezingen voor de Tweede Kamer worden uitgeschreven. Het oude kabinet blijft de lopende zaken afhandelen totdat er een nieuw kabinet is geïnstalleerd. Valt het kabinet echter vlak voor het eind van de ambtsperiode, dan worden er geen nieuwe verkiezingen uitgeschreven, omdat er dan al reguliere verkiezingen zijn voor de Tweede Kamer.

## Kabinetscrises in Nederland
- 1853: Reactie Koning op Aprilbeweging
- 1860: Verwerping Spoorwegwet
- 1907: Verworpen Oorlogsbegroting
- 1921: Verwerping Dienstplichtwet
- 1924: Vlootwetcrisis
- 1925: Nacht van Kersten
- 1951: Nieuw-Guineacrisis
- 1955: Huurwetcrisis
- 1958: Einde Rooms-Rood
- 1960: Bouwcrisis
- 1965: Omroepcrisis
- 1966: Nacht van Schmelzer
- 1972: Uittreden DS70
- 1977: Grondpolitiek
- 1982: Kabinetscrisis over financieel-economisch beleid
- 1989: Reiskostenforfait
- 1999: Nacht van Wiegel
- April 2002: Srebrenica-crisis
- Oktober 2002: LPF-crisis
- 2005: Paascrisis
- 2006: Ayaan-Crisis
- 2010: Afghanistancrisis
- 2012: Kabinetscrisis over de begroting voor 2013
- 2021: Kabinetscrisis over de Toeslagenaffaire
- 2023: Kabinetscrisis over asiel (Rutte IV)
- 2025: Kabinetscrisis over asiel (Kabinet-Schoof)